# João Paulo Cunha
João Paulo Cunha GOMM (Caraguatatuba, 6 de junho de 1958) é um ex-metalúrgico, advogado e político brasileiro filiado ao Partido dos Trabalhadores (PT). Foi presidente da Câmara dos Deputados entre 2003 e 2005. Em agosto de 2012 foi condenado pelo Supremo Tribunal Federal (STF) pelos crimes de peculato, corrupção passiva e lavagem de dinheiro.

## Biografia

### Início
Filho de José Venâncio da Cunha e Izabel Ribeiro da Cunha. Aos seis anos sua família mudou-se para Osasco, região oeste da Grande São Paulo, onde João Paulo desenvolveu carreira profissional, como programador de produção e metalúrgico, e ampla militância nos movimentos sindicais e populares.
Participando do grupo de jovens da Pastoral da Juventude, integrou-se aos movimentos sociais e sindicais. Militou nas Comunidades Eclesiais de Base (CEBs), da Igreja Católica, organizando e integrando o Centro de Defesa dos Direitos Humanos, no final da década de 1970. Trabalhou como metalúrgico na Braseixos, dedicando-se às causas populares, e na organização dos operários, contribuindo para criar a Oposição Sindical Metalúrgica em Osasco. Cursou a Escola de Governo, coordenada pelo professor Fábio Konder Comparato.

### Vereador em Osasco
Foi um dos fundadores da Executiva Municipal de Osasco do PT, a que se filiou em 1981. Em 1982, aos 24 anos, foi eleito a uma cadeira na Câmara de Vereadores da cidade. O mandato foi marcado pela fiscalização dos atos do executivo e pela defesa e estimulo à organização e participação popular, liderando, entre outras, as conquistas dos primeiros movimentos por moradia na cidade. Em 1986 tornou-se líder da Executiva Municipal do PT em Osasco e dois anos mais tarde foi candidato do partido à prefeitura.

### Deputado estadual
Em 1990 foi eleito deputado estadual e já ocupou a liderança do partido logo no primeiro ano do mandato na Assembleia Legislativa. Destacou-se na fiscalização do governo estadual, encaminhando à Justiça diversas denúncias de mau uso das verbas públicas.

### Deputado federal
Quatro anos depois, foi eleito pela primeira vez deputado federal, fazendo um mandato marcado pela defesa de uma reforma política para democratizar e aprimorar o sistema partidário e eleitoral brasileiro. Foi eleito presidente do diretório estadual do PT em 1995. No ano seguinte foi novamente candidato à prefeitura de Osasco, não sendo eleito.

#### Presidência da Câmara
Em 2002 elegeu-se para o terceiro mandato como deputado federal, com quase duzentos mil votos em boa parte das cidades do estado de São Paulo. Foi presidente da Câmara dos Deputados nesse período, cargo para o qual recebeu 434 votos, em 2 de fevereiro de 2003. À frente do Legislativo nacional, trabalhou para  agilizar os debates e votações de modo a contribuir para a resolução dos graves problemas nacionais, como verificado na aprovação do Estatuto do Idoso, do Estatuto do Desarmamento e da Lei de Falências.
Em 2005, foi admitido pelo presidente Luiz Inácio Lula da Silva à Ordem do Mérito Militar no grau de Grande-Oficial especial.

#### Mensalão
No período em que ocupava a presidência da Câmara, foi acusado de participação no escândalo do mensalão entre outras coisas ao se descobrir um saque em nome da sua esposa, Márcia Regina Milanésio Cunha, no valor de cinquenta mil reais no Banco Rural.
Dois assessores do deputado e a sua esposa estiveram no Banco Rural no Brasília Shopping. O deputado disse à CPMI dos Correios que sua mulher foi ao banco pagar uma prestação de TV a cabo. A diretora financeira da SMPB (empresa de Marcos Valério), Simone Vasconcelos, disse à Polícia Federal que João Paulo Cunha recebeu duzentos mil reais de ajuda do empresário. Em seguida, documentos enviados pelo Banco Rural mostraram que a esposa de Paulo Cunha sacou cinquenta mil reais. Marcos Valério retificou a lista de Simone Vasconcelos e disse que Cunha recebeu só cinquenta mil reais, porém não explicou onde foram parar os outros 150 mil reais.
Ele foi absolvido por seus colegas na Câmara, que rejeitaram o pedido do processo de cassação do mandato. Réu condenado pelo Supremo Tribunal Federal (STF) por corrupção passiva, peculato e lavagem de dinheiro.

#### Novo mandato
Em 2006 foi eleito para seu terceiro mandato na Câmara dos Deputados, desta vez como o mais votado do PT em São Paulo e o segundo do Brasil. Nas eleições de 2010 foi novamente o mais votado do PT em São Paulo.
Em 16 de fevereiro de 2011 foi indicado pelo PT para presidir a Comissão de Constituição e Justiça (CCJ) da Câmara.

#### Condenação
Réu no processo do Mensalão (Ação Penal 470), foi julgado culpado pelos crimes de corrupção passiva, peculato e lavagem de dinheiro, praticados quando presidiu a Câmara dos Deputados (2003-2005). Recebeu apenamento total de nove anos e quatro meses de reclusão, além de multa no valor de 370 mil reais. Candidato a prefeito de Osasco em 2012, teve que renunciar no meio da campanha por pressão da cúpula do PT, para evitar desgastes na candidatura de Fernando Haddad a prefeito em São Paulo. Aguarda o trânsito em julgado da pena para cumprir ao menos um ano e seis meses de prisão em regime totalmente fechado, sendo provavelmente mandado ao regime semiaberto após esse prazo. Por ter a suspensão de seus direitos políticos, poderá ter seu mandato de deputado federal cassado antes da prisão, após o STF analisar os últimos recursos de natureza técnica.

### Escândalo das passagens aéreas
Em 2016 foi denunciado por sua participação no Escândalo das passagens aéreas, teria emitido passagens de sua cota parlamentar para ele, a mulher e a filha viajarem à Bariloche, cidade argentina famosa por suas estações de esqui.